# Thoracaphis arboris
Thoracaphis arboris är en insektsart som beskrevs av Van der Goot 1917. Thoracaphis arboris ingår i släktet Thoracaphis och familjen långrörsbladlöss. Inga underarter finns listade i Catalogue of Life.